# Марше-ан-Бри
Марше-ан-Бри (фр. Marchais-en-Brie) — коммуна во Франции, находится в регионе Пикардия. Департамент коммуны — Эна. Входит в состав кантона Эссом-сюр-Марн. Округ коммуны — Шато-Тьерри.
Код INSEE коммуны 02458.

## Население
Население коммуны на 2010 год составляло 275 человек.
| 1962 | 1968 | 1975 | 1982 | 1990 | 1999 | 2010 |
| ---- | ---- | ---- | ---- | ---- | ---- | ---- |
| 204  | 184  | 152  | 183  | 231  | 240  | 275  |

## Экономика
В 2010 году среди 168 человек трудоспособного возраста (15-64 лет) 137 были экономически активными, 31 — неактивными (показатель активности — 81,5 %, в 1999 году было 70,8 %). Из 137 активных жителей работали 125 человек (70 мужчин и 55 женщин), безработных было 12 (3 мужчин и 9 женщин). Среди 31 неактивных 11 человек были учениками или студентами, 16 — пенсионерами, 4 были неактивными по другим причинам.